# متحف كونستانتسا للتاريخ والآثار
متحف كونستانتسا للتاريخ والآثار هو متحف يقع في مدينة كونستانتسا، رومانيا. تم افتتاحه في عام 1911.